# Nervilia adolphi
Nervilia adolphi är en orkidéart som beskrevs av Rudolf Schlechter. Nervilia adolphi ingår i släktet Nervilia och familjen orkidéer.

## Underarter
Arten delas in i följande underarter:
- N. a. adolphi
- N. a. seposita